# 1-й Староруднянський провулок (Житомир)
1-й Староруднянський провулок — провулок в Богунському районі Житомира. Соціально-виробничий урбанонім: раніше тут добували залізну руду.

## Розташування
Починається від вулиці Чумацький Шлях в проміжку між будинками 13 та 15 і прямує на захід. Провулок має відгалуження, сумарна довжина — 700 метрів.
Перетинається з провулком 2-м Староруднянським.

## Історія
До 2016 року мав назву 2-й провулок Боженка, ще раніше — Дачний провулок.
Відповідно до розпорядження Житомирського міського голови від 19 лютого 2016 року № 112 «Про перейменування топонімічних об'єктів та демонтаж пам'ятних знаків у м. Житомирі», перейменований на 1-й Староруднянський провулок.

## Транспорт
- Автобус № 30 — на зупинці «Вулиця Чумацький Шлях»